# Dazomet
A dazomet általános talajfertőtlenítő szer. Felhasználhatósága széles: dohány-,  gyümölcs-, szőlő-, malátaültetvények, gyümölcsfa-, szőlő- és díszfaiskolák, erdészeti csemetekertek, üveg- és fóliaházak.
Mindenféle kártevő ellen hatékony:
- gyökérgubacs, cisztaképző és szár fonálférgek
- drótférgek, cserebogár pajorok, mocskos pajorok és más gerinctelen kártevők
- sérülési és hervadási betegségeket, gyökérfekélyt, burgonyavészt, levélfoltosságot és rizoktóniás palántadőlést okozó gombák
- magról kelő egy- és kétszikű csírázó gyomnövények.

## Alkalmazás az EU-ban
2011. június 1-től 2021. május 31-ig alkalmazható talajfertőtlenítő szerként.
2014. július 31-től 2022. július 31-ig használható kültéri faanyagok (pl. villanyoszlopok) védelmére.

## Hatásmód
A talajnedvesség hatására keletkező gázok pusztítják el a károkozókat: elsősorban a MITC(en), de a hidrolízis során kisebb mennyiségben formaldehid, metil-amin, ammónia is keletkezik. További bomlástermék a szén-diszulfid.

## Alkalmazás
A fertőtlenítés előtt 2–3 héttel alaposan be kell öntözni a területet, és a kezelésig nedvesen tartani. A kijuttatás után a területet fóliával le kell takarni.
Kijuttatási mennyiség:
- palántanevelő ágyakban, növények cserepezéséhez használandó föld fertőtlenítésére 250 g/m³
- szabadföldi és zárt termesztő berendezés alatti kultúrákban 50-60 g/m²
- gyümölcs-, szőlő- és komlótelepítések talajának fertőtlenítésére 40-100 g/m²

A vetés ill. ültetés előtt próbaültetéssel kell megbizonyosodni arról, hogy a szer hatása már elmúlt.
A dazomet a III. kategóriába tartozik, azaz képesítés nélkül használható.

## Készítmények
- Basamid G